# 戈亚斯州圣菲
戈亚斯州圣菲（葡萄牙語：Santa Fé de Goiás）是巴西戈亚斯州的一个市镇。总面积1160.8平方公里，总人口4497人，人口密度3.9人/平方公里。